# Astronauta: Assimetria
Astronauta: Assimetria é um romance gráfico de ficção científica publicado em 2016 pela Panini Comics como parte do projeto Graphic MSP, que traz releituras dos personagens da Turma da Mônica sob a visão de artistas brasileiros dos mais variados estilos. O livro foi escrito e desenhado por Danilo Beyruth com cores de Cris Peter. A história, que é sequência direta dos álbuns Astronauta: Magnetar (2012) e Astronauta: Singularidade (2014), o protagonista Astronauta Pereira parte para uma nova missão no planeta Saturno, onde cruza caminhos com algo surpreendente. Nesse terceiro volume, Beyruth presta homenagem ao Quarteto Fantástico de Jack Kirby. Essa foi a primeira Graphic MSP a assumir o novo padrão de 96 páginas (todas as anteriores foram lançadas com 80 páginas). Em 2017, o livro ganhou o 29º Troféu HQ Mix na categoria "melhor publicação de aventura/terror/fantasia". Em 2018, foi lançada a quarta parte Astronauta: Entropia,  em 2020, a quinta parte, Astronauta: Parallax e em 2022, a sexta é última parte Astronauta: Convergência.

## Edições encadernadas

### Astronauta Integral – Vol. 1
Em agosto de 2022, foi anunciada a primeira edição encadernada contendo as graphic novels Magnetar, Singularidade e Assimetria e uma história inédita ː Silêncio Lunar com cores de Mariane Gusmão, totalizando 272 páginas, o álbum ainda traz o texto da quarta capa escrito pela astrofísica Roberta Duarte.

## Outras mídias
Durante a Comic Con Experience de 2017, foi lançado um teaser de uma minissérie de animação em 6 capítulos baseada nas graphic novels produzidas por Danilo Beyruth e Cris Peter. Em dezembro do ano seguinte, novamente na Comic Con Experience, foi anunciado que a série se chamaria Astronauta – Propulsão e seria coproduzida e exibida pela HBO, em dezembro de 2022, um teaser foi lançado durante o evento, a minisérie servirá de prequel para a série de graphic novels, durante o evento, Mauricio de Sousa disse que mantém uma conversa próxima com a NASA. Com o título foi alterado para apenas Astronauta, a série estreou em 18 de outubro de 2024 no Max. 